# Бернашівка (палеолітична стоянка)
Бернашівка — багатошарове поселення-стоянка, археологічні об'єкти біля села Бернашівка Могилів-Подільського району Вінницької області України.

## Розташування
Поселення Бернашівка розташоване біля однойменного села у Могилів-Подільському районі Вінницької області України, в урочищі Верхня Долина на лівому березі річки Дністер.

## Датування шарів
У 1977—1978, 1987, 1989—1995 роках в селі були досліджені об'єкти трипільської культури ранньотрипільського поселення Бернашівка І (ІIV—III тис. до н. е.), поєнешти-лукашівської культури (III—IV століття н. е.) та празької культури (V—VII століття н. е.).

## Особливість селища
Унікальним є відкриття І. С. Винокуром житла-майстерні слов'янського ювеліра межі V—VI століть н. е. Було знайдено 64 кам'яні ливарні ювелірні форми та керамічний тигель. Метал плавили безпосередньо в житлі у печі-кам'янці. У формах відливали п'ятипальчасті фібули, нашивки та підвіски, медальйони та пряжки, кільця, пластини та інші аналогічні предмети. Знахідки Бернашівської майстерні свідчать про високу професійну майстерність слов'янських ювелірів.
Кам'яні формочки для виливки дрібних ювелірних виробів (прикрас) з легкоплавких сплавів, подібні до бернашівських, знайдені на багатьох пам'ятниках пеньківської та празької культур Побужжя, Підністров'я, Румунії та Польщі. У формах Бернашівки з олов'яно-свинцевого сплаву відливались підвіски різних типів, ворворки, нашивні бляшки.